# Outreau Communal Cemetery
Outreau Communal Cemetery is een begraafplaats gelegen in de Franse plaats Outreau (Pas-de-Calais). De militaire graven worden onderhouden door de Commonwealth War Graves Commission.
De begraafplaats telt 21 geïdentificeerde Gemenebest graven uit de Tweede Wereldoorlog.